# Bern
Bern ali Berne (švicarskonemško narečno Bärn [b̥æːrn], francosko Berne [bɛʁn], italijansko Berna [ˈbɛrna], retoromansko Berna [ˈbɛrnɐ]) je dejanska prestolnica Švice, ki jo Švicarji imenujejo »zvezno mesto«, v nemščini Bundesstadt, v francoščini ville fédérale in v italijanščini città federale. S približno 144.000 prebivalci (leta 2020) je Bern četrto ali peto najbolj naseljeno mesto v Švici (izmenjaje z Lozano) oziroma tretje na nemškojezičnem področju države (za Zürichom in Baslom). Aglomeracija Bern, ki vključuje 36 občin, je imela leta 2014 406.900 prebivalcev. V metropolitanskem območju pa je bilo leta 2000 660.000 prebivalcev.
Bern je tudi glavno mesto kantona Bern, ki je drugi po številu prebivalcev med švicarskimi kantoni. Uradni jezik v Bernu je (švicarska vrsta standardne) nemščine, najpogosteje govorjen jezik pa je alemansko švicarsko nemško narečje, bernska nemščina. Leta 1983 je zgodovinsko staro mestno jedro (nemško Altstadt) v središču Berna postalo Unescova svetovna dediščina.

## Etimologija
Etimologija imena Bern je negotova. Po lokalni legendi, ki temelji na ljudski etimologiji, se je Berchtold V., vojvoda Zähringen, ustanovitelj mesta Bern, zaobljubil, da bo mesto poimenoval po prvi živali, ki jo bo srečal na lovu in to se je izkazalo za medveda. Dolgo je veljalo za verjetno, da je mesto dobilo ime po italijanskem mestu Verona, ki je bilo takrat v srednji visoki nemščini znano kot Bern. Mesto so včasih imenovali Bern im Üechtland, da bi ga ločili od Verone. Kot rezultat odkritja Bernske cinkove tablice v 1980-ih danes pogosteje domnevajo, da je bilo mesto poimenovano po že obstoječem toponimu keltskega izvora, verjetno *berna 'špranja'. Medved je bil heraldična žival žiga in grba Berna vsaj od 1220-ih. Najzgodnejše sklicevanje na rejo živih medvedov v kraju Bärengraben sega v 1440-ta.

## Zgodovina

### Zgodnja zgodovina
Do zdaj še ni bilo mogoče najti nobenega arheološkega dokaza, ki bi nakazoval na naselje na mestu današnjega središča mesta pred 12. stoletjem. V antiki je na Engehalbinselu (polotok) severno od Berna stal keltski oppidum, utrjen od 2. stoletja pred našim štetjem (pozno latensko obdobje), ki naj bi bil en izmed 12 oppidumov Helvetov, ki jih omenja Julij Cezar. V rimski dobi je bil na istem mestu galsko-rimski vicus. Bernska cinkova tablica ima ime Brenodor ('Brenovo bivališče'). V zgodnjem srednjem veku je bilo naselje Bümpliz, danes mestno okrožje Berna, približno 4 km od srednjeveškega mesta.
Srednjeveško mesto je ustanovila vladarska družina Zähringer, ki je v 12. stoletju prevzela oblast v Zgornji Burgundiji. Po zgodovinopisju iz 14. stoletja (Cronica de Berno, 1309) je Bern leta 1191 ustanovil Berthold V., vojvoda Zähringen.
Leta 1218, ko je Berthold umrl brez dediča, je Bern z zlato listino (Goldene Handfeste) postal svobodno cesarsko mesto svetega rimskega cesarja Friderika II.
In 1218, after Berthold died without an heir, Bern was made a free imperial city by the

### Stara švicarska konfederacija
Leta 1353 se je Bern pridružil Švicarski konfederaciji in postal eden od osmih kantonov v obdobju od 1353 do 1481.
Bern je napadel in osvojil Aargau leta 1415 in Vaud leta 1536 ter druga manjša ozemlja, s čimer je postal največja mestna država severno od Alp; do 18. stoletja je obsegal večino današnjega kantona Bern in kantona Vaud.
Mesto je zraslo proti zahodu meja polotoka, ki ga tvori reka Aare. Stolp Zytglogge je zaznamoval zahodno mejo mesta od leta 1191 do leta 1256, ko je Käfigturm to vlogo prevzel do leta 1345. Naslednji pa ga je nasledil Christoffelturm (prej lociran v bližini današnje železniške postaje). do leta 1622. V času tridesetletne vojne sta bili za zaščito celotnega območja polotoka zgrajeni dve novi utrdbi - tako imenovane velike in male Schanze - reduta (utrjena vojaška gradnja).
Po večjem požaru leta 1405 so prvotne mestne lesene stavbe postopoma nadomestile pol lesene hiše in nato stavbe iz peščenjaka, ki so postale značilne za staro mestno jedro. Kljub kužnim valovom, ki so v 14. stoletju prizadeli Evropo, je mesto še naprej raslo, predvsem zaradi priseljevanja iz okolice.

### Sodobna zgodovina
Francoske čete so Bern zasedle leta 1798 med francoskimi revolucionarnimi vojnami, ko so mu odvzeli dele ozemelj. Leta 1802 so si povrnili nadzor nad Bernskim Oberlandom in po dunajskem kongresu leta 1814 na novo pridobili Bernsko Juro. V tem času je znova postal največji kanton Konfederacije, kakršen je bil med obnovo in do odcepitve (novega) frankofonskega kantona Jura leta 1979 (z glavnim mestom Delémont, nem. Delsberg). Bern je postal zvezno mesto (sedež Zvezne skupščine) znotraj nove švicarske zvezne države leta 1848.
V Bernu so bili organizirani številni kongresi socialistične prve in druge internacionale, zlasti med prvo svetovno vojno, ko je bila Švica nevtralna.
Prebivalstvo mesta se je s približno 5000 v 15. stoletju povečalo na približno 12 000 do leta 1800 in na več kot 60 000 do leta 1900, ko je v 1920-ih preseglo mejo 100 000. Prebivalstvo je v 1960-ih doseglo 165.000, od takrat pa se je nekoliko zmanjšalo, na 130.000 do leta 2000. Od septembra 2017 je bilo prebivalcev 142.349, od tega 100.000 švicarskih državljanov in 42.349 (31 %) rezidentov tujcev. Nadaljnjih 350.000 ljudi živi v neposredni urbani aglomeraciji.

## Geografija

### Topografija
Bern leži na  Mittellandu - planoti v kantonu Bern, nekoliko zahodno od središča Švice in 20 km severno od Bernskih Alp. Podeželje okoli Berna so v zadnji ledeni dobi oblikovali ledeniki. Dve gori, ki sta najbližji Bernu, sta Gurten z višino 864 m in Bantiger z višino 947 m. Mesto starega observatorija v Bernu je izhodišče koordinatnega sistema CH1903 na 46°57′08.66″N 7°26′22.50″E / 46.9524056°N 7.4395833°E.
Mesto je bilo prvotno zgrajeno na gričevnatem polotoku, obkroženem z reko Aare, vendar je do 19. stoletja preraslo naravne meje. Zgrajeni so bili številni mostovi, ki so omogočili, da se mesto razširi tudi izven reke.
Bern je zgrajen na zelo neravnih tleh. Višinska razlika do 60 metrov obstaja med mestnimi četrtmi Aare (Matte, Marzili) in višjimi (Kirchenfeld, Länggasse).
Od leta 2013 ima Bern površino 51,62 km2. Od tega se 9,42 km2 ali 18,2 % porabi za kmetijske namene, medtem ko je 17,21 km2 ali 33,3 % gozdnih. Od ostalega zemljišča je pozidanih 23,76 km2 ali 46,0 % (zgradbe ali ceste), 1,08 km2 ali 2,1 % je rek ali jezer in 0,14 km2 oz. 0,3 % je neproduktivnih zemljišč.
Od razvitega območja Berna 3,1 % sestavljajo industrijske stavbe, 22,3 % stanovanja in druge stavbe, 12,9 % pa je namenjenih prometni infrastrukturi. Električna in vodna infrastruktura ter druga posebej razvita območja so predstavljala 1,2 % mesta, še 6,5 % pa so parki, zeleni pasovi in športna igrišča.
Od celotne površine Berna je 32,8 % močno gozdnato. 13,3 % kmetijskih zemljišč se uporablja za gojenje poljščin, 4,4 % pa je namenjenih za pašo. Lokalne reke in potoki zagotavljajo vso vodo v občini.

### Podnebje
Po Köppnovi klasifikaciji podnebja ima Bern vlažno celinsko podnebje (Dfb) , ki meji na oceansko podnebje (Cfb).
Najbližja vremenska postaja blizu Berna se nahaja v občini Zollikofen, približno 5 kilometrov severno od središča mesta. Najtoplejši mesec v Bernu je julij z dnevno povprečno temperaturo 18,3 ° C in dnevno najvišjo temperaturo 24,3 ° C. Najvišja temperatura, zabeležena v Bernu / Zollikofenu, je 37,0 ° C, zabeležena avgusta 2003. V povprečju je temperatura 25 ° C ali več zabeležena 40,7 dni na leto in 6 dni na leto s temperaturo 30 ° C ali več pri Zollikofenu in najtoplejši dan doseže povprečno 32,1 ° C.
V Bernu (Zollikofen) je bilo v obdobju 1981–2010 103,7 dneva zračne zmrzali in 22,3 ledenih dni na leto, 14,1 dni sneženja, 36,7 dni snežne odeje na leto in povprečna količina snega, izmerjena na leto je 52,6 centimetra. Januar je v povprečju najhladnejši mesec s povprečno dnevno temperaturo -0,4 ° C in dnevno minimalno temperaturo -3,6 ° C. Najnižja temperatura doslej zabeležena v Bernu (Zollikofen) je bila -23,0 ° C, zabeležena februarja 1929, običajno pa najhladnejša temperatura v letu doseže povprečno -12,8 ° C.

## Demografija
Občina je upravno razdeljena na šest okrožij (Stadtteile), od katerih je vsaka sestavljena iz več četrti (Quartiere).
Bern ima (od decembra 2019) 134 591 prebivalcev. Približno 34 % prebivalstva je tujih državljanov s stalnim prebivališčem. V desetih letih med letoma 2000 in 2010 se je število prebivalstva spreminjalo po stopnji 0,6 %. Migracije so predstavljale 1,3 %, rojstva in umrli pa -2,1%.
Večina prebivalstva (od leta 2000) kot prvi jezik govori nemško (104.465 ali 81,2 %), italijanski jezik je drugi najpogostejši (5062 ali 3,9 %), francoski pa tretji (4671 ali 3,6 %). 171 ljudi govori retoromanščino.
Od leta 2000 je bilo v občini 67.115 zasebnih gospodinjstev in povprečno 1,8 osebe na gospodinjstvo. Bilo je 34.981 gospodinjstev, ki jih sestavlja samo ena oseba, in 1592 gospodinjstev s petimi ali več osebami. Leta 2000 je bilo skupno 65.538 stanovanj (90,6 % vseh) stalno zasedenih, 5352 stanovanj (7,4 %) sezonsko, 1444 stanovanj (2,0 %) pa praznih. Od leta 2009 je bila stopnja gradnje novih stanovanj 1,2 nove enote na 1000 prebivalcev.
Od leta 2003 je povprečna cena najema povprečnega stanovanja v Bernu znašala 1108,92 švicarskih frankov (CHF) na mesec (710 evrov približno menjalni tečaj od leta 2003). Povprečna cena za enosobno stanovanje je bila 619,82 CHF (400 EUR), dvosobno stanovanje je bilo približno 879,36 CHF (560 EUR), trisobno stanovanje je bilo približno 1040,54 CHF (670 EUR) in šest ali več sobno stanovanje stanejo v povprečju 2094,80 CHF (1340 EUR). Povprečna cena stanovanj v Bernu je bila 99,4 % državnega povprečja 1116 CHF.

## Znamenitosti
Struktura mestnega jedra Berna je večinoma srednjeveška in jo je UNESCO priznal kot kulturno dediščino. Morda je najbolj znana znamenitost Zytglogge ('Urni stolp'), dodelan srednjeveški stolp z urnimi lutkami. Mesto Ima tudi impresivno gotsko stolnico iz 15. stoletja, Bernski Münster in mestno hišo iz 15. stoletja. Zahvaljujoč 6 kilometrov arkadam se staro mestno jedro ponaša z eno najdaljših pokritih nakupovalnih promenad v Evropi.
V mestu je od 16. stoletja medvedja jama, Bärengraben, na skrajnem koncu Nydeggbrücke, v kateri so heraldične živali. Štirje medvedi so zdaj v zaprti ograjenem prostori v bližini, dva druga medveda, ki ju je podaril ruski predsednik, pa v živalskem vrtu Dählhölzli.
Obišče se lahko tudi Zvezno palačo (Bundeshaus), zgrajeno med letoma 1857 in 1902, v kateri so nacionalni parlament, vlada in del zvezne uprave.
Albert Einstein je živel v stanovanju na Kramgasse 49, mestu Einsteinhaus, od 1903 do 1905, leta, v katerem so izhajali časopisi Annus Mirabilis.
Rožni vrt (Rosengarten), s katerega lahko uživate v slikovitem panoramskem pogledu na srednjeveško mestno jedro, je lepo urejen rozarij na griču, ki je bil leta 1913 preurejen v park z nekdanjega pokopališča.
Na javnih fontanah v starem mestnem jedru je enajst renesančnih alegoričnih kipov. Skoraj vse fontane iz 16. stoletja, razen vodnjaka Zähringer, ki ga je ustvaril Hans Hiltbrand, so delo friburškega mojstra Hansa Gienga. Eden zanimivejših vodnjakov je Kindlifresserbrunnen (bernska nemšščina: 'Vodnjak jedca otrok'), ki naj bi predstavljal Juda, grškega boga Kronosa ali figuro Fastnacht, ki naj bi prestrašila neposlušne otroke.
Bernov najnovejši pogled je nabor vodnjakov pred Zvezno palačo. Odprt je bil 1. avgusta 2004
Univerzalna poštna zveza se nahaja v Bernu.

### Dediščina državnega pomena
V Bernu je 114 švicarskih spomenikov državnega pomena.
Zaščiteno je celotno staro mestno jedro, ki je tudi Unescova svetovna dediščina, ter številna območja znotraj in okoli njega. Med najpomembnejšimi v starem mestnem jedru so stolnica, ki je bila ustanovljena leta 1421 in je najvišja cerkev v Švici, stolpa Zytglogge in Käfigturm, ki zaznamujeta dve zaporedni širitvi starega mestnega jedra in cerkev sv. Duha, ki je ena največjih švicarskih reformiranih cerkva. V starem mestnem jedru je na seznamu enajst vodnjakov iz 16. stoletja, ki jih pripisujejo Hansu Giengu.
Zunaj starega mestnega jedra so Bärengraben, Gewerbeschule Bern (1937), Eidgenössisches Archiv für Denkmalpflege, dvorec Kirchenfeld (po 1881), Thunplatzbrunnen, stavba Zvezne kovnice, Zvezni arhiv, švicarska Narodna knjižnica, Zgodovinski muzej (1894), Alpski muzej, Muzej komunikacij in Prirodoslovni muzej.

## Kultura

### Gledališča
- Bernsko gledališče
- Schlachthaus-theater
- Gledališče Tojo  Arhivirano 2007-10-16 na Wayback Machine.
- The Theater on the Effinger-Street
- Narrenpack Theater Bern

### Festivali
- Gurtenfestival
- BeJazz Poletni in zimski festival
- Berner Tanztage
- Internationales Jazzfestival Bern
- Taktlos-Festival
- Queersicht - Queer Filmfestival, po navadi v drugem tednu novembra.
- Buskers festival

### Sejmi
- Zibelemärit - The Zibelemärit ("čebulja tržnica") je po navadi organiziran na četrtni ponedeljek v mesecu novembru.

## Šport
- Nogomet: BSC Young Boys
- Hokej: SC Bern